# Bunker Group
Bunker Group är en ö i Australien. Den ligger i delstaten Queensland, omkring 410 kilometer norr om delstatshuvudstaden Brisbane.
Savannklimat råder i trakten. Genomsnittlig årsnederbörd är 1 040 millimeter. Den regnigaste månaden är januari, med i genomsnitt 227 mm nederbörd, och den torraste är september, med 15 mm nederbörd.